# Puerto Bolívar (Ecuador)
Puerto Bolívar ist eine ecuadorianische Hafenstadt in der Provinz El Oro. Formal ist Puerto Bolívar eine Parroquia urbana („städtisches Kirchspiel“) des Kantons Machala und als solches eine zu ebendieser Stadt Machala gehörende Verwaltungseinheit, die etwa 60.000 Einwohner zählt.
Der Hafen liegt 7 km vom Stadtzentrum Machalas am Golf von Guayaquil an der Pazifikküste.
Er ist einer der wichtigsten Verschiffungshäfen für Bananen mit Ziel Europa. Ungefähr 80 % der Bananenproduktion Ecuadors wird hier verladen.

## Geschichte
1883 richtete die ecuadorianische Regierung offiziell den Hafen Puerto Huaylá ein und benannte ihn später nach dem Unabhängigkeitskämpfer Simón Bolívar.
Seit 1900 war dieser über eine Eisenbahnlinie mit Machala und Pasajes verbunden. Trotz wiederholter Bemühungen scheiterte jedoch der Anschluss der Bahnlinie an die Strecke Guayaquil/Durán–Quito.
Am 27. Juli 1941 wurde der Hafen im Peruanisch-Ecuadorianischen Krieg von peruanischen Fallschirmjägern eingenommen. Dies war das erste Mal das in der Westlichen Hemisphäre Fallschirmjäger zum Einsatz kamen.